# Wertschöpfungskettendiagramm
Das Wertschöpfungskettendiagramm (WKD) ist ein Modell zur Darstellung von Geschäftsprozessen einer Organisation in der Geschäftsprozessmodellierung bzw. zur Darstellung der Prozessorganisation (Prozessarchitektur) in der (ganzheitlichen) Unternehmensabbildung mit dem Ziel der Visualisierung einer Schaffung von Werten (Produkten / Dienstleistungen) durch die Geschäftsprozesse. Es findet hauptsächlich auf hohem Abstraktionsniveau der Darstellung von Geschäftsprozessen Anwendung.

## Allgemeines

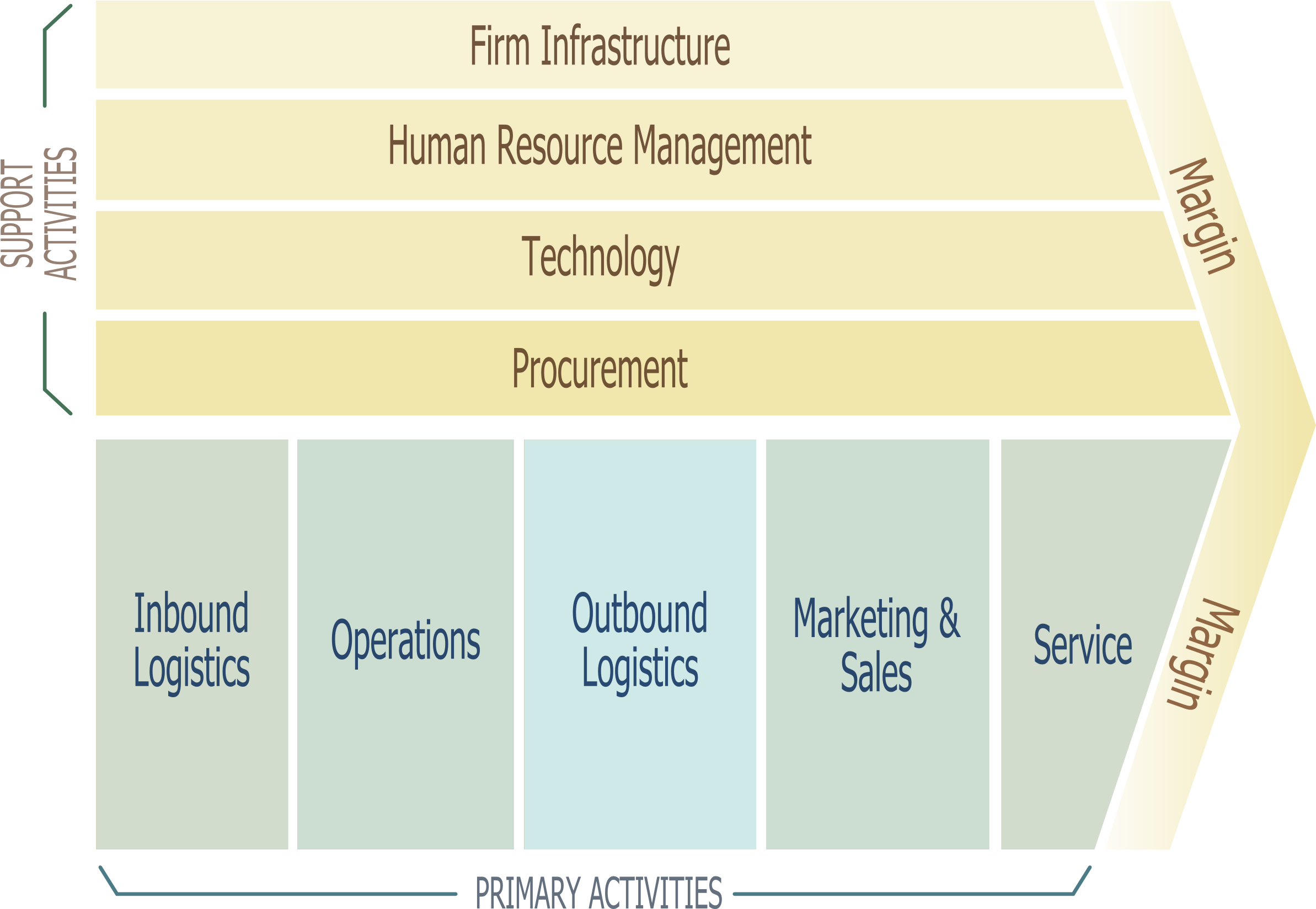
Michael Porter’s Wertkette in ihrer Ur-Form als geschachtelter Blockpfeil

Als Wertschöpfungskettendiagramm wird allgemein die graphische Darstellung einer Wertkette (englisch Value Chain) bezeichnet. Das Konzept der Wertkette wurde erstmals 1985 von Michael E. Porter in seinem Buch Competitive Advantage - Creating and Sustaining Superior Performance veröffentlicht. bzw. 
In diesem Buch finden sich
- die erste Darstellung einer Wertkette[1] (Chapter 2 The Value Chain and Competitive Advantage; Figure 2–3: The generic Value Cain; Seite 37),
- die Herleitung der Wertkette: «Ausgehend von der generischen Kette werden die einzelnen Wertaktivitäten in dem jeweiligen Unternehmen ermittelt. Jede generische Kategorie kann in einzelne Aktivitäten unterteilt werden». (englisch «Starting with the generic chain, individual value activities are identified in the particular firm. Each generic category can be divided into discrete activities».)[1] (Chapter 2 The Value Chain and Competitive Advantage; Section: Defining the Value Chain; Seite 45) und
- die Anweisung zur Zerlegung der Werkette: «Umfassende Funktionen wie die Herstellung oder das Marketing müssen in Tätigkeiten unterteilt werden. Der Produktfluss, der Auftragsfluss oder der Papierfluss können dabei hilfreich sein. Die Unterteilung der Aktivitäten kann bis zu immer engeren Aktivitäten gehen, die bis zu einem gewissen Grad diskret sind.» (englisch «Broad functions such as manufacturing or marketing must be subdivided into activities. The product flow, order flow or paper flow can be useful in doing so. Subdividing activities can proceed to the level of increasingly narrow activities that are to some degree discrete.»)[1] (Chapter 2 The Value Chain and Competitive Advantage; Section: Defining the Value Chain; Seite 46)

Jüngere Darstellung einer Wertschöpfungskette mit Hierarchien (durchgezogene Kanten) und Abfolgen (gestrichelte Kanten)

Jüngere Darstellungen von Wertschöpfungskettendiagrammen (Kapitel A.I.1 Modellierung der strategischen Geschäftsprozesse; Abbildung 7: Beispiel für eine Geschäftsprozessdefinition),  (Kapitel 3.4.2 Auswahl der Modelltypen; Abb. 3.4 Wertschöpfungskettendiagramm: Objekttypen und Beispiel) oder  (Kapitel 3.1.9.1 WKD Wertschöpfungskettendiagramm; Abbildung 81: Wertschöpfungskettendiagramm) behalten die Darstellung mit Blockpfeilen bei, schachteln die Blockpfeile aber nicht mehr ineinander, sondern nutzen Kanten zur Verbindung der Blockpfeile um auf diese Weise Hierarchien oder Abfolgen darzustellen. Durch die Aufgabe des Schachtelns der Blockpfeile wird die graphische Darstellung der Zerlegung von Wertketten erheblich einfacher und flexibler.

## Elemente des Wertschöpfungskettendiagramms

### Wertschöpfungskette
Eine Wertschöpfungskette im Wertschöpfungskettendiagramm besitzt die gleichen Merkmale wie eine Funktion in der Ereignisgesteuerten Prozesskette, nur auf höherem Abstraktionsniveau der Darstellung:
- Sie bindet Ressourcen (Menschen, Material, Maschinen, Kapital, Umweltkapazität),
- sie benötigt Zeit für ihre Ausführung und
- sie wandelt/verarbeitet Input in/zu Output.

### Beziehungen
Folgende Beziehungen zwischen Wertschöpfungsketten stehen zur Verfügung:
| Beziehung: ist prozessorientiert übergeordnet |
| Bild 1a                                       |
| --------------------------------------------- |

| Beziehung: ist Vorgänger von |
| Bild 1b                      |
| ---------------------------- |

Die Beziehungen zwischen Wertschöpfungsketten werden auch als strukturbildende Beziehungen bezeichnet, weil sie entweder die funktionale Aufbaustruktur (Beziehung: ist prozessorientiert übergeordnet) oder die Ablaufstruktur (Beziehung: ist Vorgänger von) einer Organisation beschreiben.

### Weitere Elemente und Beziehungen
Darüber hinaus ist es möglich,
- Organisationseinheiten/Abteilungen,
- Datenobjekte und
- Anwendungssysteme aber auch
- Leistungen,
- Ziele,
- Messgrößen und
- Risiken sowie deren Beziehungen zu Wertschöpfungsketten darzustellen.

Die Beziehungen von Wertschöpfungsketten zu den weiteren Elementen werden auch als nicht strukturbildende Beziehungen bezeichnet, weil sie weder die funktionale Aufbaustruktur noch die Ablaufstruktur einer Organisation beschreiben.

## Modellierungsgrundsätze

### Gliederung von Geschäftsprozessen
Bei der Darstellung von Geschäftsprozessen in Wertschöpfungskettendiagrammen werden diese in Teilprozesse zuerlegt, die miteinander in Beziehung treten.
| Beispiel eines Wertschöpfungskettendiagramms für ein Produktionsunternehmen |
| Bild 2: Prozesslandkarte                                                    |
| --------------------------------------------------------------------------- |

### Wahrung der Übersichtlichkeit
Um die Geschäftsprozesse und Teilprozesse in Wertschöpfungskettendiagrammen übersichtlich und ohne Überfrachtung der Darstellung zu gliedern, können mehrere Wertschöpfungskettendiagramme hierarchisch geschachtelt/kaskadiert werden.
| Beispiel für die Kaskadierung von Wertschöpfungskettendiagrammen |
| Bild 3                                                           |
| ---------------------------------------------------------------- |

### Einbeziehung zusätzlicher Informationen in Wertschöpfungskettendiagramme
Um Teilprozesse oder Phasen eines Geschäftsprozesses deutlich voneinander abzugrenzen, werden Meilensteine verwendet.
| Beispiel für einen Produktentwicklungsprozess mit Meilensteinen |
| Bild 4                                                          |
| --------------------------------------------------------------- |

Werden weitere Elemente und Beziehungen im Wertschöpfungskettendiagramm eingesetzt, könnte sich eine Darstellung wie die folgende ergeben:
| Beispiel für eine Anforderungsanalyse mit Organisationseinheiten, Datenobjekten und Anwendungssystemen |
| Bild 5                                                                                                 |
| --- |

## Vorteile und Nachteile des Wertschöpfungskettendiagramms
+ Wertschöpfungskettendiagramme können Geschäftsprozesse sehr einfach und intuitiv erfassbar darstellen (siehe Bilder 2 und 4).

+ Sie ermöglichen gleichzeitig die Darstellung hierarchischer Zusammenhänge und eine Verkettung entsprechend der Reihenfolge.
- Steigt jedoch die Anzahl der dargestellten Teilprozesse und vor allem die Anzahl ihrer Beziehungen zueinander oder zu Organisationseinheiten, Datenobjekten, Anwendungssystemen, Leistungen, Zielen, Messgrößen oder Risiken, so werden Wertschöpfungskettendiagramme schnell unübersichtlich (siehe Bild 5).

- Regeln, nach denen sich Prozesspfade teilen, können in Wertschöpfungskettendiagrammen nicht adäquat dargestellt werden.
- Um die Anzahl der Beziehungen und damit die Komplexität zu reduzieren, bietet sich im Zusammenhang mit Wertschöpfungskettendiagrammen die Verwendung von Funktionszuordnungsdiagrammen (FZDs) an.
- Um Regeln, nach denen sich Prozesspfade teilen, darzustellen, können statt des Wertschöpfungskettendiagramms die Ereignisgesteuerte Prozesskette (EPK), das Vorgangskettendiagramm (VKD) oder Swimlane-Diagramme (wie in der Business Process Modeling Notation) verwendet werden. Dabei muss aber auf die gleichzeitige Darstellung von hierarchischen Zusammenhängen verzichtet werden.